# 2012年世界大學棒球錦標賽
2012年世界大學棒球錦標賽是原預定於2012年夏季所舉行的大學國際棒球賽事，限定由23歲以下的球員參加，也是第六屆的世界大學棒球錦標賽。比賽原預計在中華民國桃園縣的桃園國際棒球場進行。
2012年6月5日，因為參加隊伍只有地主國中華民國、日本、韓國、斯里蘭卡四隊，未達到國際棒球總會所要求的六隊數目，最終停辦。